# AFC Ajax in het seizoen 2004/05
Ajax speelde in het seizoen 2004/05 in de Eredivisie. Ajax eindigde de competitie op een tweede plaats. In de Champions League werd de groepsfase niet overleefd en in de KNVB beker kwam Ajax niet verder dan de halve finale.

## Eindstand
| Stand | Gespeeld | Gewonnen | Gelijk | Verloren | Punten | Doelpunten voor | Doelpunten tegen | Doelsaldo |
| ----- | -------- | -------- | ------ | -------- | ------ | --------------- | ---------------- | --------- |
| 2     | 34       | 24       | 5      | 5        | 77     | 74              | 33               | +17       |

## Wedstrijden

### Eredivisie
| Tegenstander   | Thuis | Uit |
| -------------- | ----- | --- |
| ADO Den Haag   | 0-0   | 3-3 |
| AZ             | 4-2   | 0-0 |
| De Graafschap  | 1-0   | 5-0 |
| FC Den Bosch   | 2-0   | 5-0 |
| Feyenoord      | 1-1   | 3-2 |
| FC Groningen   | 2-1   | 4-0 |
| sc Heerenveen  | 1-3   | 1-2 |
| NAC Breda      | 6-2   | 2-1 |
| N.E.C.         | 1-0   | 1-0 |
| PSV            | 0-4   | 0-2 |
| RBC Roosendaal | 4-1   | 4-1 |
| RKC Waalwijk   | 4-0   | 2-1 |
| Roda JC        | 1-0   | 2-1 |
| FC Twente      | 1-2   | 3-2 |
| FC Utrecht     | 1-1   | 2-0 |
| Vitesse        | 1-0   | 2-0 |
| Willem II      | 2-0   | 3-1 |

In de tweede en derde kolom staan de uitslagen. De doelpunten van Ajax worden het eerst genoemd.

### Europa

#### Champions League
| No. | Thuis            | Res. | Uit              | Doelpunten Ajax                 |
| --- | ---------------- | ---- | ---------------- | ------------------------------- |
| 1   | AFC Ajax         | 0-1  | Juventus         | -                               |
| 2   | Bayern München   | 4-0  | AFC Ajax         | -                               |
| 3   | AFC Ajax         | 3-0  | Maccabi Tel-Aviv | Sonck, De Jong en Van der Vaart |
| 4   | Maccabi Tel-Aviv | 2-1  | AFC Ajax         | De Ridder                       |
| 5   | Juventus         | 1-0  | AFC Ajax         | -                               |
| 6   | AFC Ajax         | 2-2  | Bayern München   | Galásek en Mitea                |

| Team                   | Ptn | Wed | W | G | V | DV | DT | DS |
| ---------------------- | --- | --- | - | - | - | -- | -- | -- |
| 1. Juventus            | 16  | 6   | 5 | 1 | 0 | 6  | 1  | +5 |
| 2. Bayern München      | 10  | 6   | 3 | 1 | 2 | 12 | 5  | +7 |
| 3. Ajax Amsterdam      | 4   | 6   | 1 | 1 | 4 | 6  | 10 | −4 |
| 4. Maccabi Tel Aviv FC | 4   | 6   | 1 | 1 | 4 | 4  | 12 | −8 |

#### UEFA Cup
| No. | Thuis      | Res. | Uit        | Doelpunten Ajax |
| --- | ---------- | ---- | ---------- | --------------- |
| 1   | AFC Ajax   | 1-0  | AJ Auxerre | Maxwell         |
| 2   | AJ Auxerre | 3-1  | AFC Ajax   | Babel           |

### Amstel Cup
| Ronde          | Thuis        | Res. | Uit           | Doelpunten Ajax     |
| -------------- | ------------ | ---- | ------------- | ------------------- |
| Achtste finale | AFC Ajax     | 2-0  | sc Heerenveen | Charisteas en Babel |
| Kwartfinale    | ADO Den Haag | 0-2  | AFC Ajax      | Sneijder en Rosales |
| Halve finale   | Willem II    | 1-0  | AFC Ajax      | -                   |

## Selectie
| No. | Positie | Speler               |
| --- | ------- | -------------------- |
| 1   | DM      | Bogdan Lobonț        |
| 2   | V       | Hatem Trabelsi       |
| 3   | V       | John Heitinga        |
| 4   | V       | Julien Escudé        |
| 5   | V       | Maxwell              |
| 6   | M       | Tomáš Galásek        |
| 7   | A       | Mauro Rosales        |
| 8   | M       | Steven Pienaar       |
| 9   | A       | Zlatan Ibrahimoviċ   |
| 9   | A       | Angelos Charisteas   |
| 10  | M       | Rafael van der Vaart |
| 11  | A       | Tom Soetaers         |
| 12  | M       | Anthony Obodai       |
| 14  | V       | Thomas Vermaelen     |
| 15  | M       | John O'Brien         |
| 16  | M       | Nigel de Jong        |

| No. | Positie | Speler               |
| --- | ------- | -------------------- |
| 17  | A       | Yannis Anastasiou    |
| 18  | M       | Wesley Sneijder      |
| 19  | A       | Wesley Sonck         |
| 20  | M       | Daniël de Ridder     |
| 21  | DM      | Maarten Stekelenburg |
| 23  | V       | Zdeněk Grygera       |
| 25  | M       | Filipe               |
| 26  | M       | Hedwiges Maduro      |
| 27  | M       | Tom De Mul           |
| 28  | M       | Nourdin Boukhari     |
| 29  | A       | Nicolae Mitea        |
| 30  | M       | Stanley Aborah       |
| 31  | DM      | Hans Vonk            |
| 36  | M       | Rasmus Lindgren      |
| 38  | M       | Urby Emanuelson      |
| 49  | A       | Ryan Babel           |

## Topscorers
Legenda
- Doelpunt

Er wordt steeds de top 3 weergegeven van elke competitie.

### Eredivisie
| Plek | Speler               |   |
| ---- | -------------------- | - |
| 1.   | Ryan Babel           | 7 |
| 1.   | Wesley Sneijder      | 7 |
| 3.   | Rafael van der Vaart | 6 |

### Overall
| Plek | Speler               |   |
| ---- | -------------------- | - |
| 1.   | Ryan Babel           | 9 |
| 2.   | Wesley Sneijder      | 8 |
| 3.   | Rafael van der Vaart | 7 |

1900—1911 · 1911/12 · 1912—1954 · 1954/55 · 1955/56 · 1956/57 · 1957—1970 · 1970/71 · 1971/72 · 1972—1994 · 1994/95 · 1995—1998 · 1998/99 · 1999/00 · 2000/01 · 2001/02 · 2002/03 · 2003/04 · 2004/05 · 2005/06 · 2006/07 · 2007/08 · 2008/09 · 2009/10 · 2010/11 · 2011/12 · 2012/13 · 2013/14 · 2014/15 · 2015/16 · 2016/17 · 2017/18 · 2018/19 · 2019/20 · 2020/21 · 2021/22 · 2022/23 · 2023/24 · 2024/25
ADO Den Haag · 
Ajax · 
AZ · 
FC Den Bosch · 
Feyenoord · 
De Graafschap · 
FC Groningen · 
sc Heerenveen · 
NAC Breda · 
NEC · 
PSV · 
RBC · 
RKC · 
Roda JC · 
FC Twente · 
FC Utrecht · 
Vitesse · 
Willem II